# Andrei Mureșan
Andrei Iosif Mureșan (* 1. August 1985 in Turda) ist ein rumänischer ehemaliger Fußballspieler.

## Karriere
Mureșan kam in der Saison 2000/01 erstmals in den Kader der ersten Mannschaft seines Klubs Rapid Bukarest, kam dort aber nicht zum Einsatz. Im Sommer 2001 verpflichtete ihn Zweitligist Universitatea Cluj, wo er im Alter von 16 Jahren erstmals in seinem Ligaspiel eingesetzt wurde. In der Saison 2003/04 häuften sich die Einsätze, ehe er in der Spielzeit 2005/06 zur Stammkraft wurde. Die Saison 2006/07 konnte er mit seinem Team als Staffelsieger abschließen und in die Liga 1 aufsteigen. Dort kam er in der Hinrunde 2007/08 zu fünf Spielen, ehe ihn Ligakonkurrent Gloria Bistrița unter Vertrag nahm. Nach 15 Spielen in der Spielzeit 2008/09 und dem Klassenerhalt mit seinem Team wurde er im Sommer 2009 für ein halbes Jahr an den russischen Erstligisten FK Kuban Krasnodar ausgeliehen. Dort konnte er sich jedoch nicht durchsetzen. Er kehrte Anfang 2010 zu Gloria zurück und wurde zur Stammkraft im Team.
Anfang 2011 holte der FK Xəzər Lənkəran Mureșan in die aserbaidschanische Premyer Liqası. Dort gewann er mit dem Pokalsieg 2011 seinen ersten Titel. Der Gewinn der Meisterschaft blieb ihm in der Spielzeit 2010/11 als Vizemeister ebenso verwehrt wie ein Jahr später. Er kehrte im Sommer 2012 nach Rumänien zurück, wo ihn Astra Giurgiu unter Vertrag nahm. Dort konnte er die Saison 2013/14 als Vizemeister hinter Steaua Bukarest beenden und anschließend den rumänischen Pokal gewinnen.
Im Sommer 2014 wechselte er zum amtierenden moldauischen Meister Sheriff Tiraspol. Mit Sheriff konnten der moldauischen Pokal 2015 gewinnen, verpasste aber die Titelverteidigung in der Meisterschaft. Mureșan kehrte im Sommer 2015 nach Rumänien zurück, wo ihn CFR Cluj unter Vertrag nahm. Dort konnte er den rumänischen Pokalwettbewerb 2015/16 gewinnen und war drei Mal Teil der Meistermannschaft. Nach 5 Spielzeiten bestritt er seine Abschlusssaison für seinen alten Verein Universitatea Cluj.

## Erfolge
- Rumänischer Meister: 2018, 2019, 2020
- Rumänischer Pokalsieger: 2014, 2016
- Aserbaidschanischer Pokalsieger: 2011
- Moldauischer Pokalsieger: 2015
- Aufstieg in die Liga 1: 2007